# Baie (géographie)
Pour les articles homonymes, voir Baie.
En géographie, une baie est une échancrure du littoral mais aussi de la berge d'un lac. Une baie est moins grande qu'un golfe et moins profonde qu'une rade. Une baie de petite dimension est plutôt appelée anse, et une baie peu profonde, cul-de-sac marin. Si l'échancrure est de très petite dimension, on parle d'une crique. Un havre est une baie donnant sur la mer et constituant un mouillage sûr pour les bateaux de passage quelles que soient les conditions de mer et de vent.
En général, un ou plusieurs fleuves se jettent dans une baie. Celle-ci forme un port naturel, un abri exploité par les hommes, en fonction du climat.

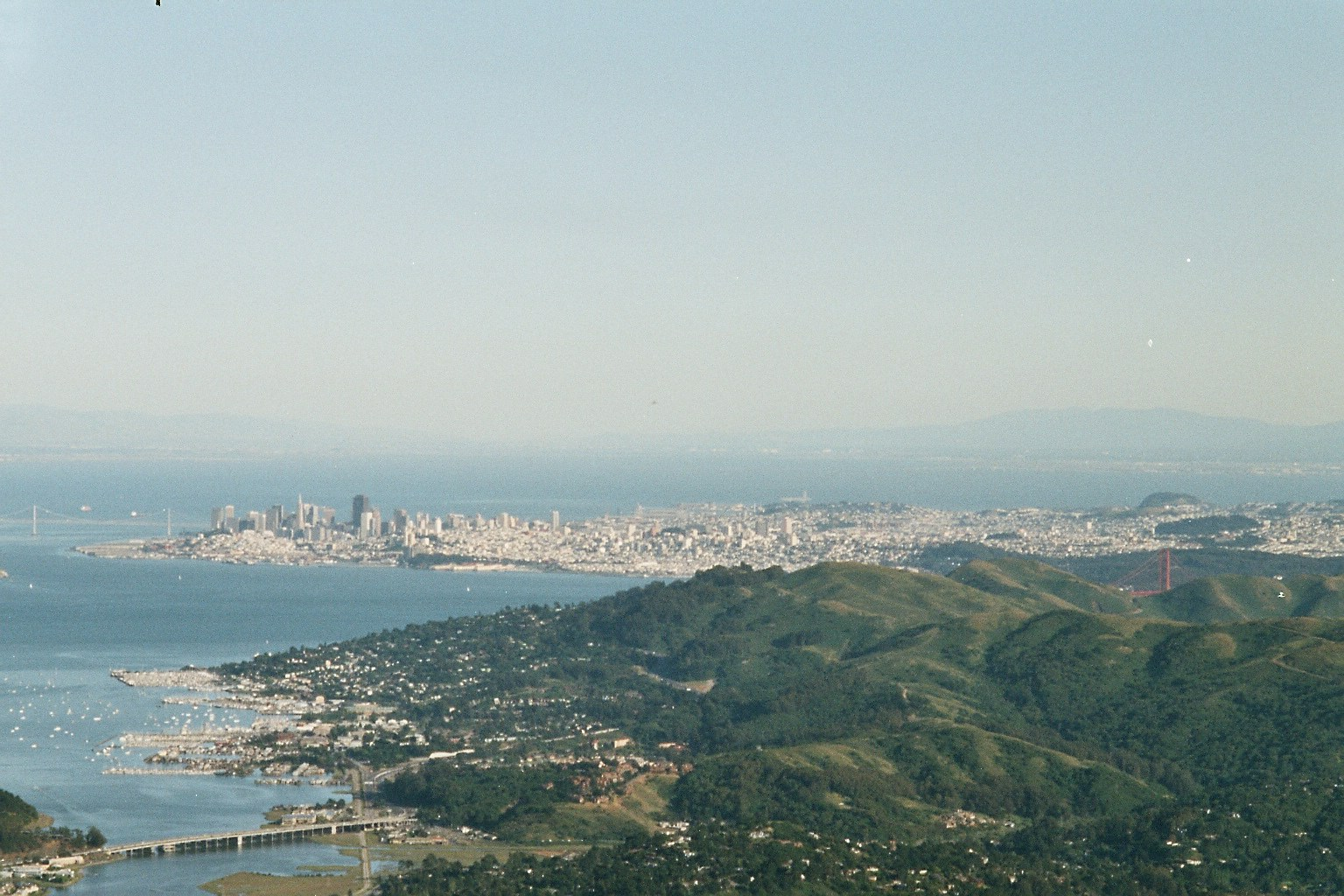
La baie de San Francisco (Californie), vue du nord.

## Baie en droit de la mer
Au sens du droit de la mer (voir la Convention des Nations unies sur le droit de la mer, article 10) : 

« On entend par « baie » une échancrure bien marquée dont la pénétration dans les terres par rapport à sa largeur à l'ouverture est telle que les eaux qu'elle renferme sont cernées par la côte et qu'elle constitue plus qu'une simple inflexion de la côte. Toutefois, une échancrure n'est considérée comme une baie que si sa superficie est au moins égale à celle d'un demi-disque ayant pour diamètre la droite tracée en travers de l'entrée de l'échancrure. »

— Organisation des Nations unies, 10 décembre 1982.
Sur la terre ferme, on désigne également par ce terme les zones entourées d'un front de montagne qui se replie approximativement en arc de cercle.

## Baies célèbres dans le monde

### Afrique
- Baie d'Alger en Algérie
- Baie d'Ambas au Cameroun
- Baie de Béjaia en Algérie
- Baies d'Oran en Algérie[2]
- Baie de Mostaganem en Algérie
- Baie de Tanger au Maroc
- Baie de Sangareya en Guinée
- Baie d'Agadir au Maroc
- Baie de la Table en Afrique du Sud
- Baie False en Afrique du Sud
- Baie de Pemba (en) au Mozambique, la 3e plus grande baie du monde
- Baie de Dakhla au Sahara Occidentale

### Amérique
- Baie d'Hudson au Canada
- Baie de Baffin au Canada
- Bassin de Foxe au Canada
- Baie James au Canada
- Baie des Chaleurs au Canada
- Baie d'Ungava au Canada
- Baie de Fundy au Canada
- Baie Saint-François au Canada
- Baie de Monterey aux États-Unis

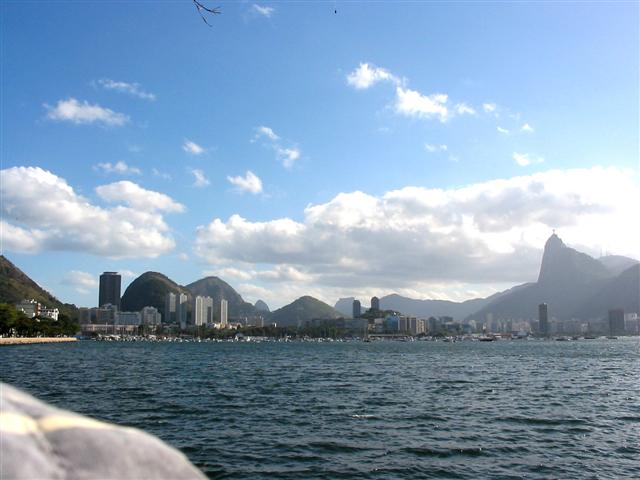
Vue de Rio de Janeiro (Brésil) de la baie de Guanabara.

- Baie de San Francisco aux États-Unis
- Baie-de-Henne en Haïti
- Baie des Cochons à Cuba
- Baie de Guantánamo à Cuba
- Baie de Santa Marta (es) en Colombie
- Baie de Tous les Saints au Brésil
- Baie de Guanabara au Brésil

### Asie
- Baie d'Along au Viêt Nam
- Baie de Tokyo au Japon
- Baie d'Osaka au Japon

### Europe
- Baie de Palma en Espagne
- Baie de Naples en Italie
- Baie de Lübeck en Allemagne
- Baie de Seine en France
- Baie de Saint-Brieuc en France
- Baie de Douarnenez en France
- Baie d'Audierne en France
- Baie de Quiberon en France
- Baie de Somme en France
- Baie du Mont-Saint-Michel en France
- Baie des Anges en France
- Baie de Lyme (Lyme Bay) au Royaume-Uni

### Océanie
- Grande Baie australienne
- Botany Bay en Australie
- Baie de Port Phillip située en Australie

## Baies terrestres
- Baie de Westphalie en Allemagne